# Ed Prentiss
Ed Prentiss (Chicago, 9 settembre 1908 – Los Angeles, 19 marzo 1992) è stato un attore statunitense.
È apparso in oltre 20 film dal 1954 al 1971 e ha recitato in più di 70 produzioni per il piccolo schermo dal 1949 al 1974. Nel corso della sua carriera, fu accreditato anche con i nomi Edward Prentiss e Paul E. Prentiss.

## Biografia
Ed Prentiss nacque a Chicago il 9 settembre 1908. Cominciò la sua carriera di interprete alla radio, campo nel quale è ricordato per aver interpretato fino al 1949 la voce di Captain Midnight, serie radiofonica poi adattata anche per la televisione.
Per il piccolo schermo fu accreditato diverse volte grazie a numerose interpretazioni di personaggi più o meno regolari, tra cui quelle del dottor Quentin Mason in tre episodi della serie Dottor Kildare dal 1961 al 1962, Carl Jensen in 5 episodi della serie Il virginiano dal 1967 al 1968 (più altri sei episodi con altri ruoli), e di numerosi altri personaggi minori in molti episodi di serie televisive come guest star dagli anni cinquanta agli anni settanta.
La sua carriera cinematografica si compone di diverse presenze con varie interpretazioni tra cui quelle del marshal in Sono un agente FBI del 1959, di Adrian Benson in Spionaggio al vertice del 1960 e di Hicks in Anno 2118: progetto X del 1968.
Per il piccolo schermo la sua ultima interpretazione risale all'episodio It's Only a Game della serie televisiva Pepper Anderson agente speciale, trasmesso il 25 ottobre 1974, in cui dà vita al personaggio di un giudice mentre per il cinema l'ultimo ruolo che interpretò fu quello di Mr. Franklin nel film del 1971 Il divorzio è fatto per amare.
Morì a Los Angeles il 19 marzo 1992.

## Filmografia

### Cinema
- Silver Lightning, regia di Edgar M. Queeny (1954)
- Il grande rischio (Violent Road), regia di Howard W. Koch (1958)
- Pietà per la carne (Home Before Dark), regia di Mervyn LeRoy (1958)
- L'oro della California (Westbound), regia di Budd Boetticher (1959)
- Sono un agente FBI (The FBI Story), regia di Mervyn LeRoy (1959)
- Unnatural History, regia di Abe Levitow (1959)
- Adorabile infedele (Beloved Infidel), regia di Henry King (1959)
- Spionaggio al vertice (Man on a String), regia di André De Toth (1960)
- Il cielo è affollato (The Crowded Sky), regia di Joseph Pevney (1960)
- Sunrise at Campobello, regia di Vincent J. Donehue (1960)
- Febbre nel sangue (A Fever in the Blood), regia di Vincent Sherman (1961)
- Ada Dallas (Ada), regia di Daniel Mann (1961)
- Quelle due (The Children's Hour), regia di William Wyler (1961)
- Amore, ritorna! (Lover Come Back), regia di Delbert Mann (1961)
- Nelly's Folly, regia di Chuck Jones (1961)
- Il sesto eroe (The Outsider), regia di Delbert Mann (1961)
- La veglia delle aquile (A Gathering of Eagles), regia di Delbert Mann (1963)
- One Man's Way, regia di Denis Sanders (1964)
- Ho sposato 40 milioni di donne (Kisses for My President), regia di Curtis Bernhardt (1964)
- Ragazze sotto zero (Quick Before It Melts), regia di Delbert Mann (1964)
- Otto in fuga (Eight on the Lam), regia di George Marshall (1967)
- Anno 2118: progetto X (Project X), regia di William Castle (1968)
- La TV ha i suoi primati (The Barefoot Executive), regia di Robert Butler (1971)
- Il divorzio è fatto per amare (The Marriage of a Young Stockbroker), regia di Lawrence Turman (1971)

### Televisione
- Dr. Fix-um – serie TV (1949)
- Robert Montgomery Presents – serie TV, 2 episodi (1952-1954)
- Sentieri (The Guiding Light) – serie TV, un episodio (1953)
- The Philco Television Playhouse – serie TV, un episodio (1954)
- Goodyear Television Playhouse – serie TV, un episodio (1954)
- Dragnet – serie TV, 3 episodi (1957-1959)
- Cheyenne – serie TV, 2 episodi (1957-1961)
- How to Marry a Millionaire – serie TV, un episodio (1957)
- Maverick – serie TV, episodio 1x14 (1957)
- Indirizzo permanente (77 Sunset Strip) – serie TV, 3 episodi (1958-1961)
- Broken Arrow – serie TV, un episodio (1958)
- The Adventures of Jim Bowie – serie TV, un episodio (1958)
- Alcoa Presents: One Step Beyond – serie TV, 2 episodi (1959-1960)
- Bronco – serie TV, 3 episodi (1959-1962)
- Laramie – serie TV, 11 episodi (1959-1963)
- Perry Mason – serie TV, 5 episodi (1959-1966)
- The D.A.'s Man – serie TV, un episodio (1959)
- Il tenente Ballinger (M Squad) – serie TV, un episodio (1959)
- Papà ha ragione (Father Knows Best) – serie TV, un episodio (1959)
- 21 Beacon Street – serie TV, un episodio (1959)
- Letter to Loretta – serie TV, un episodio (1959)
- The Lineup – serie TV, un episodio (1959)
- Johnny Staccato – serie TV, episodio 1x08 (1959)
- The Grand Jury – serie TV, 2 episodi (1959)
- Bonanza – serie TV, 5 episodi (1960-1967)
- Ricercato vivo o morto (Wanted: Dead or Alive) – serie TV, episodio 2x17 (1960)
- I racconti del West (Zane Grey Theater) – serie TV, un episodio (1960)
- Lawman – serie TV, un episodio (1960)
- I detectives (The Detectives) – serie TV, episodio 1x27 (1960)
- The Tall Man – serie TV, un episodio (1960)
- Dan Raven – serie TV, un episodio (1960)
- The Deputy – serie TV, un episodio (1960)
- Il dottor Kildare (Dr. Kildare) – serie TV, 3 episodi (1961-1962)
- Il magnifico King (National Velvet) – serie TV, episodio 1x16 (1961)
- Michael Shayne – serie TV episodio 1x16 (1961)
- The Case of the Dangerous Robin – serie TV, un episodio (1961)
- Corruptors (Target: The Corruptors) – serie TV, episodio 1x06 (1961)
- Il carissimo Billy (Leave It to Beaver) – serie TV, 3 episodi (1962-1963)
- Il virginiano (The Virginian) – serie TV, 11 episodi (1962-1969)
- Lotta senza quartiere (Cain's Hundred) – serie TV, un episodio (1962)
- Ben Casey – serie TV, episodio 1x14 (1962)
- Io e i miei tre figli (My Three Sons) – serie TV, episodio 2x31 (1962)
- Sam Benedict – serie TV, un episodio (1962)
- G.E. True – serie TV, un episodio (1962)
- The Crisis (Kraft Suspense Theatre) – serie TV, 2 episodi (1963-1964)
- Hazel – serie TV, 2 episodi (1963-1966)
- Lassie – serie TV, 2 episodi (1963-1968)
- The Lloyd Bridges Show – serie TV, un episodio (1963)
- Dakota (The Dakotas) – serie TV, episodio 1x06 (1963)
- The Lieutenant – serie TV, un episodio (1963)
- Sotto accusa (Arrest and Trial) – serie TV, episodio 1x08 (1963)
- La legge del Far West (Temple Houston) – serie TV, episodio 1x13 (1963)
- Undicesima ora (The Eleventh Hour) – serie TV, 2 episodi (1964)
- Viaggio in fondo al mare (Voyage to the Bottom of the Sea) – serie TV, un episodio (1964)
- The Farmer's Daughter – serie TV, un episodio (1964)
- I giorni della nostra vita  (Days of Our Lives)  - serie TV (1965)
- Morning Star – serie TV (1965)
- I forti di Forte Coraggio (F Troop) – serie TV, un episodio (1966)
- Daktari – serie TV, episodio 1x15 (1966)
- Selvaggio west (The Wild Wild West) - serie TV, episodio 2x15 (1966)
- Dragnet 1967 – serie TV, un episodio (1967)
- F.B.I. (The F.B.I.) – serie TV, 2 episodi (1968-1970)
- Gli invasori (The Invaders) – serie TV, un episodio (1968)
- La fattoria dei giorni felici (Green Acres) – serie TV, un episodio (1968)
- Al banco della difesa (Judd for the Defense) – serie TV, un episodio (1968)
- Reporter alla ribalta (The Name of the Game) – serie TV, un episodio (1968)
- Strega per amore (I Dream of Jeannie) – serie TV, un episodio (1969)
- The Silent Force – serie TV, un episodio (1970)
- Longstreet – serie TV, un episodio (1971)
- Mod Squad, i ragazzi di Greer (The Mod Squad) – serie TV, un episodio (1971)
- Marcus Welby (Marcus Welby, M.D.) – serie TV, un episodio (1973)
- The Whiz Kid and the Mystery at Riverton – film TV (1974)
- Disneyland – serie TV, 2 episodi (1974)
- Pepper Anderson agente speciale (Police Woman) – serie TV, un episodio (1974)